# عضلات كيجل

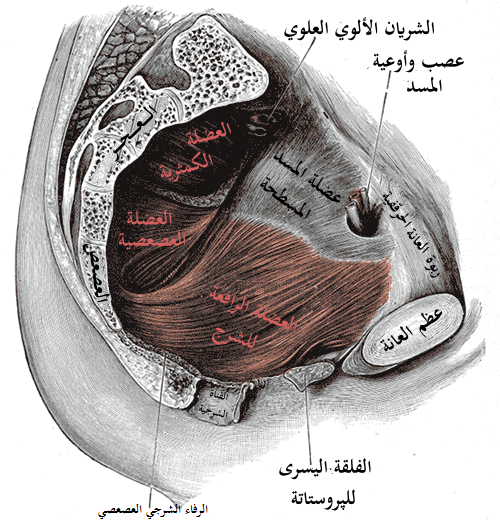

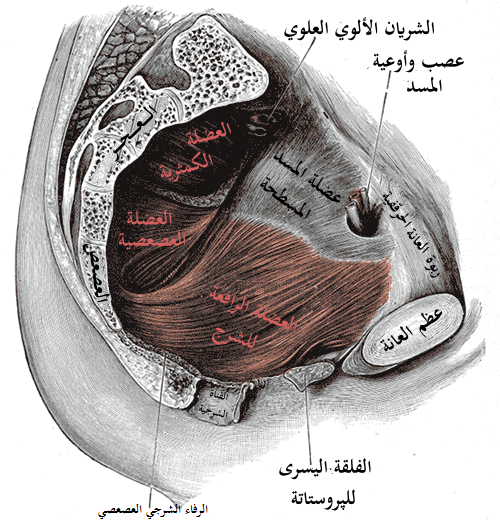

عضلات كيجل أو عضلات PC هي مجموعة من العضلات التي تمتد من أمام عظمة العانة إلى خلفها عند الإناث وهي تحيط بفتحتي المهبل والشرج.وهذه العضلات كلما قويت كلما زادت حدة النشوة أثناء بلوغ الذروة. ولتقوية هذه العضلات تتخيل المرأة أنها تريد حبس تدفق البول وهي في الحمام.في هذه الحالة تنقبض عضلات كيجل لعدة ثوان ثم تعود للانبساط.
تنقسم عضلات كيجل إلى 3 عضلات هم:
1. عضلة العانة المستقيمة وهي تمتد من عظمة العانة لتحيط بفتحة المهبل وبالمستقيم في الأسفل
2. العضلة الثانية وهي تمتد من عظمة العانة واذرع عظام الحوض أيضا لتمتد خلف المستقيم وخلف العضلة الأولى
3. العضلة الثالثة وهي تمتد من عظام الحوض إلى عظم العجز

هذه العضلات عند شدها وتقويتها فإنها تساعد على الحفاظ على المهبل من التوسع نتيجة الجماع المتكرر أو الحمل والولادة

## ممارسة تمرين كيجل
تمارين كيجل مفيدة لتضييق المهبل ولزيادة المتعة للمرأة تقوم المراة بحبس تدفق البول لمدة 10 ثواني ثم بعد ذلك ترخي عضلات التحكم بالمهبل مع هواء الزفير وتكرر العملية لمدة 10 دقائق متواصلة بمعدل 3 مرات باليوم.